# Núi Bể Bạc
Núi Bể Bạc, đồi Bể Bạc hay núi Trã Vo là một ngọn núi nhỏ ở xã Xuân Đông, huyện Cẩm Mỹ, tỉnh Đồng Nai. Tọa độ núi 10°51' Bắc 107°23' Đông. Núi cách huyện lị Cẩm Mỹ khoảng 30 km về phía đông. Núi cao 315 m. Diện tích núi khoảng 54,41 ha. Bao phủ núi là rừng sản xuất. Dân cư khu vực sống bằng trồng trọt rau, bắp, bí đỏ.